# قائمة المباريات الافتتاحية في كأس العالم للسيدات التابعة للفيفا
يعتبر كأس العالم للسيدات منافسة دولية في كرة القدم تم تأسيسها في 1991. تتنافس فيها الفرق الوطنية النسائية المنتسبة بعضوية في الاتحاد الدولي لكرة القدم (فيفا)، الهيئة الحاكمة العالمية للعبة. تقام هذا البطولة كل أربع سنوات.
مباراة افتتاح كأس العالم هي الأولى في المنافسة. تغيرت لوائح المباراة الافتتاحية عدة مرات. خمسة مرات تضمنت المباريات الافتتاحية الدول المضيفة و مرة واحدة تضمنت حامل اللقب.

## قائمة مباريات الافتتاح
| السنة | الفريق 1         | النتيجة النهائية | الفريق 2       | المكان                     | المدينة                        | الحضور الجماهيري | التقارير | الملاحظات                         | المرجع |
| ----- | ---------------- | ---------------- | -------------- | -------------------------- | ------------------------------ | ---------------- | -------- | --------------------------------- | ------ |
| 1991  | الصين            | 4–0              | النرويج        | ملعب تيانهي                | غوانجو، الصين                  | 65،000           | تقرير    | الصين هي البلد المضيف             | [ 1 ]  |
| 1995  | ألمانيا          | 1–0              | اليابان        | تينفال إيب                 | كارلستاد، السويد               | 3،824            | تقرير    |                                   | [ 2 ]  |
| 1999  | الولايات المتحدة | 3–0              | الدنمارك       | ملعب جاينتس                | شرق راذرفورد، الولايات المتحدة | 78،972           | تقرير    | الولايات المتحدة هي البلد المضيف  |        |
| 2003  | النرويج          | 2–0              | فرنسا          | ملعب لينكون فاينانشال فيلد | فيلادلفيا، الولايات المتحدة    | 24،347           | تقرير    |                                   | [ 3 ]  |
| 2007  | ألمانيا          | 11–0             | الأرجنتين      | ملعب هونغكو لكرة القدم     | شانغهاي، الصين                 | 28،098           | تقرير    | ألمانيا هي حاملة اللقب            | [ 4 ]  |
| 2011  | فرنسا            | 1–0              | نيجيريا        | راين نيكار أرينا           | سينسهايم، ألمانيا              | 25،475           | تقرير    |                                   | [ 5 ]  |
| 2015  | كندا             | 1–0              | الصين          | ملعب الكومنولث             | إدمونتون، كندا                 | 53،058           | تقرير    | كندا هي البلد المضيف              | [ 6 ]  |
| 2019  | فرنسا            | 4–0              | كوريا الجنوبية | بارك دي برينس              | باريس، فرنسا                   | 45،261           | تقرير    | فرنسا هي البلد المضيف             | [ 7 ]  |
| 2023  | نيوزيلندا        | 1–0              | النرويج        | إيدن بارك                  | أوكلاند، نيوزيلندا             | 42،137           | تقرير    | نيوزيلندا هي إحدى البلدان المضيفة | [ 8 ]  |